# Алексеев, Александр Васильевич (дирижёр)
Александр Васильевич Алексеев (10 марта 1938, Бельково, Ленинградская область — 7 октября 2020, Санкт-Петербург) — советский и российский дирижёр. Заслуженный артист РСФСР (1978). Брат дирижёра Юрия Алексеева.

## Биография
Родился 10 марта 1938 года в деревне Бельково Хвойнинского района.
В 1957—1966 годах изучал в Ленинградской консерватории хоровое и симфоническое дирижирование (класс К. А. Ольхова и Э. Грикурова).

## Музыкальная карьера
В 1971—1972 годах был избран московскими и ленинградскими учреждениями культуры для обучения в Венской музыкальной академии в классе Ганса Сваровского, наряду с такими дирижёрами как Марис Янсонс и Дмитрий Китаенко.
Алексеев работал дирижёром в Ульяновском государственном симфоническом оркестре, Ленинградском государственном академическом Малом театре оперы (ныне Михайловский театр), а также Челябинском государственном академическом театре оперы и балета, после чего стал музыкальным руководителем Ульяновского государственного симфонического оркестра. После двух лет работы в Большом театре в Москве (1982—1984) Алексеев получил приглашение на должность главного дирижёра оркестра Финского радио в Хельсинки. Однако, не являясь членом коммунистической партии, не получил разрешение на выезд из СССР и был вынужден остаться в Советском Союзе, где проработал до 1992 года главным дирижёром оркестра Харьковской филармонии.
Алексеев сделал многочисленные записи с различными оркестрами России для фирмы «Мелодия», в том числе с Симфоническим оркестром Всесоюзного радио. Он регулярно выступал с ведущими музыкантами Советского Союза, такими как Гидон Кремер, Олег Каган, Вадим Репин, Юрий Башмет, Давид Герингас, Наталья Гутман, Дмитрий Алексеев, Михаил Плетнёв, Григорий Соколов и Дмитрий Башкиров.
Среди многочисленных спектаклей в Ленинграде Александр Алексеев дирижировал в 1966 году «Катериной Измайловой» Д. Шостаковича на сцене Ленинградского государственного академического Малого оперного театра с участием Ларисы Авдеевой в роли Катерины Львовны Измайловой, а также самого композитора, участвовавшего в репетициях.
В 1978 году Алексееву было присвоено почётное звание Заслуженного артиста РСФСР.
С 1992 года — профессор симфонического дирижирования в Санкт-Петербургской государственной консерватории, где с 2000 по 2008 год он был деканом дирижерского факультета.